# Plasmasphäre

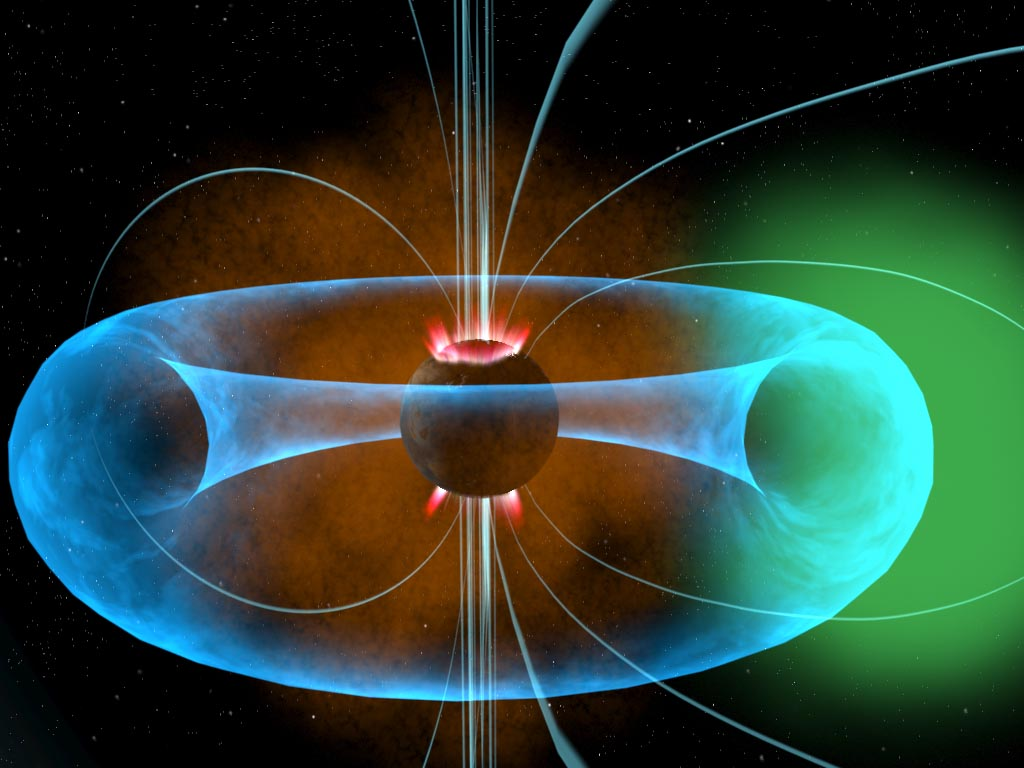
Torusförmige Plasmasphäre

Plasmasphäre (7) innerhalb der Magnetosphäre

Die Plasmasphäre ist der innere, zu einem Torus geschlossene Teil der irdischen Magnetosphäre und von einem relativ kühlen Plasma, T = 6000 bis 35.000 K, aus Elektronen und hauptsächlich Protonen (H+) erfüllt.
Die äußere Grenze der Plasmasphäre ist die sogenannte Plasmapause, die sich durch einen rapiden Abfall der Plasmadichte auszeichnet. In Richtung Sonne liegt die Plasmapause in einer Höhe von etwa vier Erdradien, auf der Nachtseite bei etwa 6 bis 7 Erdradien. Dort geht Plasma in Richtung Magnetschweif verloren. Diese Verluste werden ersetzt aus der Ionosphäre, deren Fortsetzung die Plasmasphäre darstellt. Dies geschieht parallel zu den Feldlinien, ausgehend von hohen Breitengraden.
Der Abfall der Elektronendichte jenseits der F-Schicht der Ionosphäre ist exponentiell, zunächst mit einer Skalenhöhe, die der Abnahme der Konzentration ionisierten, atomaren Sauerstoffs (O+) entspricht, dann der langsameren Abnahme von H+ folgend. Die Übergangshöhe bei etwa 1000 km wird manchmal etwas willkürlich als Obergrenze der Ionosphäre definiert.
Die Plasmasphäre, genauer: der Knick der Elektronendichte an der Plasmapause, wurde 1963 von Don Carpenter während der Analyse von Whistlern entdeckt.
Ursprünglich wurde die Plasmasphäre als wohlgeformtes, kaltes Plasma angesehen, dessen Teilchenbewegung vollständig vom Erdmagnetfeld bestimmt wird und daher mit der Erde korotiert. Dahingegen haben neuere Satellitenbeobachtungen gezeigt, dass sich Dichteunregelmäßigkeiten wie Wolken oder Fehlstellen bilden können. Des Weiteren wurde gezeigt, dass die Plasmasphäre nicht beständig mit der Erde korotiert.